# Waldorf (Maryland)
Waldorf este o localitate ce ocupă  suprafața de 33,1 km², cu 22.612 de locuitori din comitatul  Charles, statul federal Maryland, SUA

## Turism
In Waldorf există patru hoteluri. In partea de nord a orașului se află  Potomac Ridge Golf Course și Robin Dale Golf Club.

## Personalități născute aici
- Christina Clemons (n. 1990), atletă.